# Province d'Ōsumi
Pour les articles homonymes, voir Ōsumi.

Carte des anciennes provinces du Japon avec Ōsumi mise en évidence.

La province d'Ōsumi (大隅国, Ōsumi no kuni) est une ancienne province du Japon qui se trouvait sur la péninsule d'Ōsumi (大隅半島, Ōsumi hantō), qui est actuellement la partie est de la préfecture de Kagoshima, sur l'île de Kyushu. La province d'Ōsumi était entourée par les provinces de Hyūga et de Satsuma. Elle faisait partie des neuf provinces qui donnèrent plus tard le nom de Kyushu (« neuf provinces ») à l'île. Cette île s'appelait alors Saikaidō (西海道), littéralement, la « route de la mer de l'Ouest ».

## Géographie
L'ancienne capitale provinciale était près de la ville actuelle de Kokubu. Pendant les périodes Sengoku et Edo, la province était contrôlée par le clan Shimazu de la province voisine de Satsuma.
L'archipel Ōsumi, en particulier les îles Tanegashima et Yakushima, formait jusqu'en 824 la province indépendante de Tane (多褹国, Tane-no-kuni), avant d'être annexé par la province d'Ōsumi.

## Culture
La région d'Ōsumi a développé son propre dialecte, différent de celui parlé à Kagoshima ; cet idiome a été assez utilisé par les poètes.
Cette région a donné son nom au premier satellite artificiel lancé par le Japon le 11 février 1970 et à une classe de Landing Platform Dock.